# Barry Lauwers
Barry Lauwers (Purmerend, Países Bajos, 29 de noviembre de 1999) es un futbolista neerlandés que juega de portero en el F. C. Volendam de la Eredivisie.

## Estadísticas

### Clubes
Actualizado al último partido disputado el 27 de septiembre de 2024.
| F. C. Volendam · Países Bajos         | 2.ª           | 2020-21       | 1  | 1  | 0 | 0 | — | — | 1  | 1  |
| F. C. Volendam · Países Bajos         | 2.ª           | 2021-22       | 11 | 17 | 0 | 0 | — | — | 11 | 17 |
| F. C. Volendam · Países Bajos         | 1.ª           | 2022-23       | 1  | 0  | 0 | 0 | — | — | 1  | 0  |
| F. C. Volendam · Países Bajos         | 1.ª           | 2023-24       | 1  | 7  | 0 | 0 | — | — | 1  | 7  |
| F. C. Volendam · Países Bajos         | 2.ª           | 2024-25       | 8  | 15 | 0 | 0 | ― | ― | 8  | 15 |
| F. C. Volendam · Países Bajos         | Total club    | Total club    | 22 | 40 | 0 | 0 | 0 | 0 | 22 | 40 |
| Total carrera                         | Total carrera | Total carrera | 22 | 40 | 0 | 0 | 0 | 0 | 22 | 40 |
| (1) Hace referencia a goles encajados |               |               |    |    |   |   |   |   |    |    |